# Gérard de Courcelles

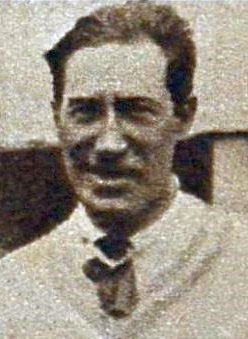
Gérard de Courcelles in 1926.

Gérard de Courcelles (Parijs, 21 mei 1889 - aldaar, 2 juli 1927) was een Frans autocoureur. In 1925 won hij, samen met André Rossignol, de 24 uur van Le Mans.

## Carrière
Tijdens de Eerste Wereldoorlog was De Courcelles in dienst als piloot bij het Franse leger. Voor zijn diensten ontving hij de Médaille Militaire.
In 1921 maakte De Courcelles zijn autosportdebuut in de Coupe Georges Boillot in zijn Grégoire. Vanaf 1923 maakte hij deel uit van het fabrieksteam van Lorraine-Dietrich. Dat jaar nam hij deel aan de eerste editie van de 24 uur van Le Mans en won hij samen met André Rossignol de 5.0-klasse. In 1924 won hij de Grand Prix van Gipuzkoa.
In 1925 won De Courcelles met Rossignol de 24 uur van Le Mans, nog altijd in een Lorraine-Dietrich. Tevens werden de twee coureurs dat jaar tweede in de 24 uur van Spa-Francorchamps. In 1926 werd De Courcelles in Le Mans gekoppeld aan Marcel Mongin, met wie hij als tweede eindigde.
Op 2 juli 1927 kwam De Courcelles op 38-jarige leeftijd om het leven bij een ongeluk tijdens een Formule Libre-race in het voorprogramma van de Grand Prix van Frankrijk.